# Peter Olah
Peter Olah (* 24. září 1977 Bratislava) je slovenský designér, architekt a umělec.

Od roku 2002 je designérem koncernu Volkswagen a od roku 2020 vede Interiérový Design ŠKODA AUTO.
V období 1996 do 2002 studoval v Bratislavě na fakultě architektury, poté absolvoval postgraduální studium na téže fakultě, kde je nyní docentem.
Počas studia na Slovenské technické univerzitě v Bratislavě založil Peter Olah svoje designové studio a poté v roce 2002 nastoupil do koncernu Volkswagen. Nejprve pracoval v designovém studiu ve ŠKODA AUTO a zde povýšil do roku 2005 na senior designera. Současně ukončil doktorské studium a později se po habilitaci na Slovenské technické univerzitě stal rovněž docentem. V roce 2006 Olah přešel do Postupimi do Evropského designového centra koncernu Volkswagen, kde se zabýval projekty pro různé značky koncernu Volkswagen. V roce 2007 se vrátil do společnosti ŠKODA AUTO a následně pracoval jako projektový manažer designu. Později řídil tým architektury interiéru, detailingu a rozhraní mezi člověkem a strojem (HMI). Do jeho působnosti zde patřily vedle strategie designu také modely vnitřní výbavy, digitální designové modely a design digitálních rozhraní, jakož i design konektivity a infotainmentu, grafický design a merchandising.
Od roku 2015 převzal Peter Olah odpovědnost za architekturu interiéru veškerých modelů značky ŠKODA. V roce 2020 převzal funkci vedoucího designu interiéru, kde zodpovída za tvorbu podoby kompletního interiéru vozů všech modelových řad. Jeho oblast působnosti zahrnuje architekturu interiéru i design ovládacích prvků (uživatelské rozhraní – user interface, UI), formování uživatelského zážitku (user experience, UX) nebo výběr barev, látek a materiálů (Color & Trim).
Peter Olah se mimo jiné věnuje designu objektů a produktů z Českého kryštálu a navrhuje také trofeje pro vítěze Tour de France a pracoval na pohárech pro mistrovství světa v ledním hokeji IIHF, či pro mistry Formule 1 a pro další události.